# Cigales
Cigales é um município da Espanha na província de Valladolid, comunidade autónoma de Castela e Leão, de área 61,4 km² com população de 3876 habitantes (2007) e densidade populacional de 54,65 hab/km².

## Demografia
| Variação demográfica do município entre 1991 e 2004 | Variação demográfica do município entre 1991 e 2004 | Variação demográfica do município entre 1991 e 2004 | Variação demográfica do município entre 1991 e 2004 |
| --------------------------------------------------- | --------------------------------------------------- | --------------------------------------------------- | --------------------------------------------------- |
| 1991                                                | 1996                                                | 2001                                                | 2004                                                |
| 1687                                                | 2620                                                | 3045                                                | 3335                                                |